# Taylorcraft Auster
Taylorcraft Auster là một loại máy bay liên lạc và thám sát quân sự của Anh, do hãng Taylorcraft Aeroplanes Limited chế tạo trong Chiến tranh thế giới II.

## Biến thể

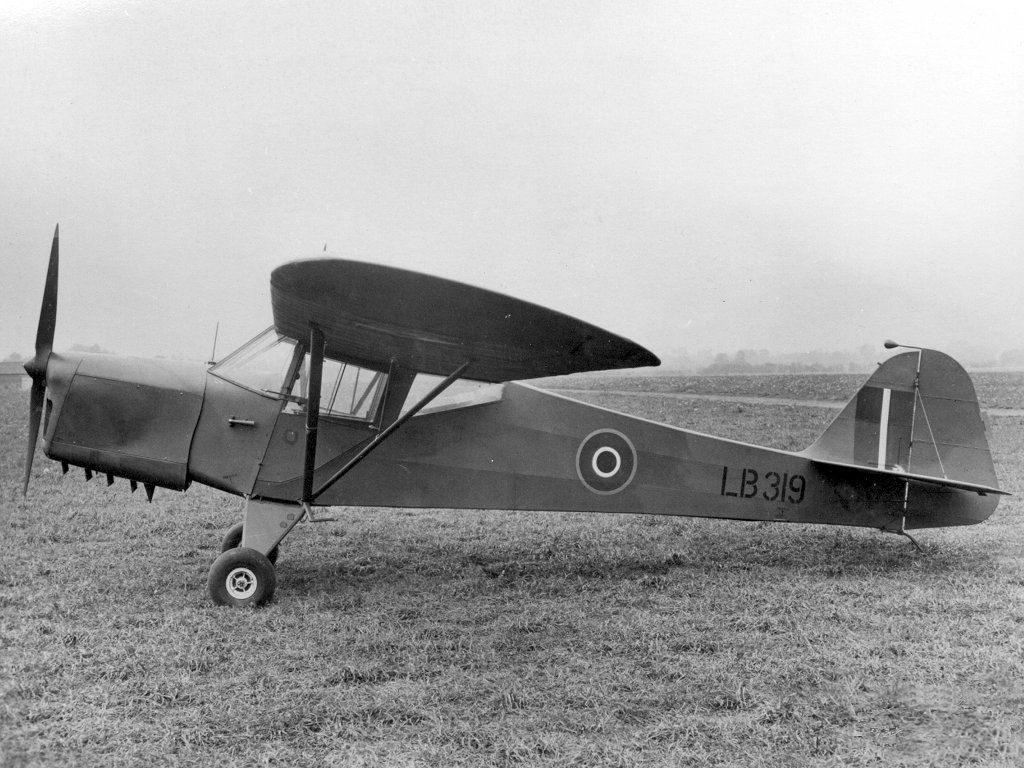
Auster III

Taylorcraft Plus C
Taylorcraft Plus C2
Taylorcraft Plus D
Taylorcraft Auster I
Taylorcraft Auster II
Taylorcraft Auster III
Taylorcraft Auster IV
Taylorcraft Auster V
Taylorcraft Auster Model H

## Quốc gia sử dụng

### Quân sự
Úc
- Không quân Hoàng gia Australia

 Burma
- Không quân Burma

 Canada
- Không quân Hoàng gia Canada
- Lục quân Hoàng gia Canada

 Tiệp Khắc
- Không quân Tiệp Khắc

 Greece
- Không quân Hy Lạp

 Hong Kong

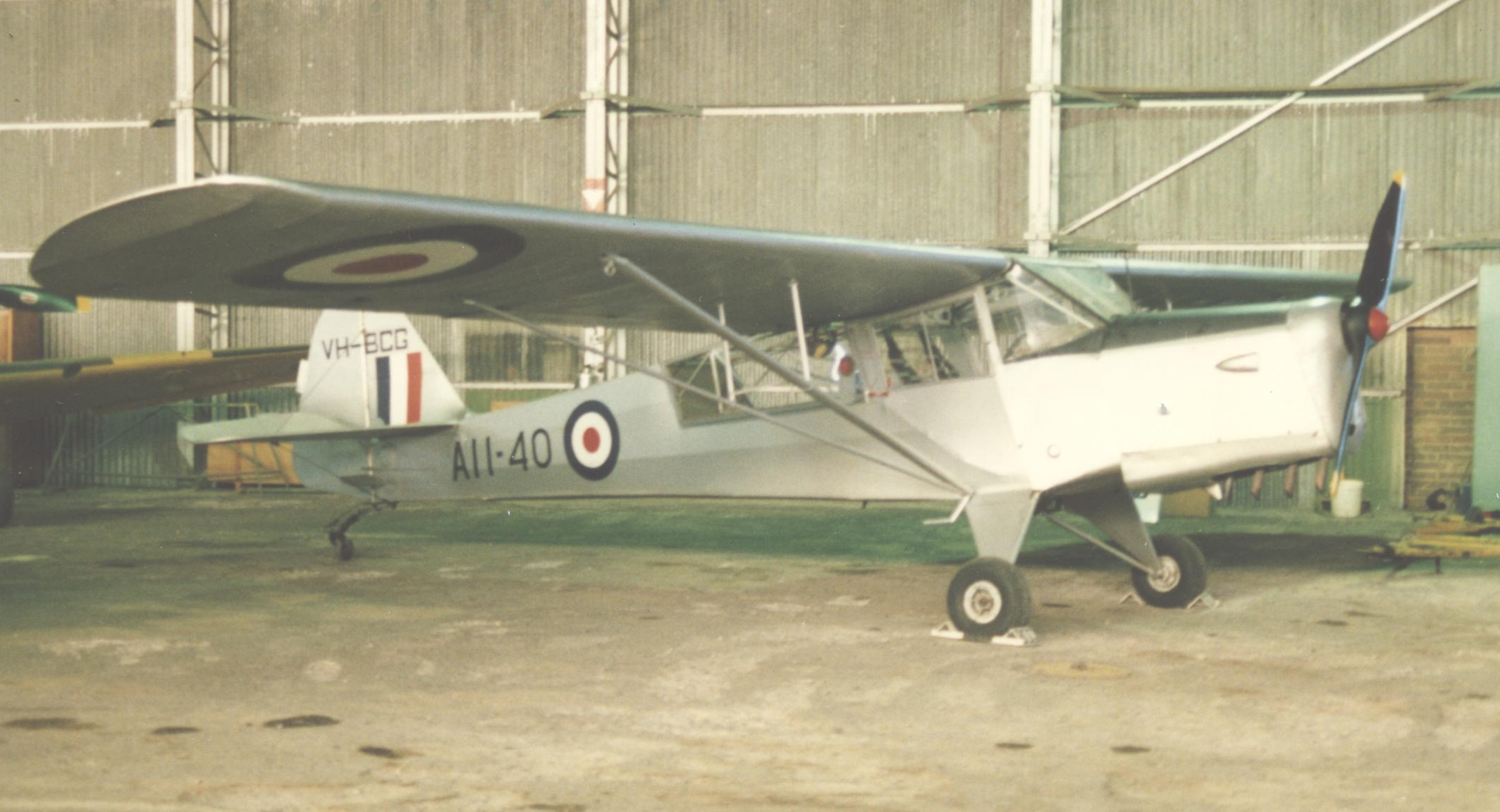
Auster III thuộc Không quân Hoàng gia Australia tại bảo tàng RAAF, Point Cook, Victoria, chụp vào tháng 3 năm 1988

- Không quân Phụ trợ Hoàng gia Hông Kông

 Indonesia
- Không quân Indonesia

 Israel
- Không quân Israel

 Jordan (Transjordan)
- Arab Legion
- Không quân Hoàng gia Jordan

 Hà Lan
- Không quân Hoàng gia Hà Lan
- Hải quân Hoàng gia Hà Lan
  - Không quân Hải quân Hà Lan
- Không quân Lục quân Đông Ấn Hoàng gia Hà Lan
- Korps landelijke politiediensten

 Na Uy
- Không quân Hoàng gia Na Uy

 Pakistan
- Không quân Pakistan
- Lục quân Pakistan
  - Quân đoàn Không quân Lục quân Pakistan

 Ba Lan
- Không quân Ba Lan lưu vong ở Anh

 South Africa
- Không quân Nam Phi

 Anh Quốc
- Lục quân Anh
  - Quân đoàn Không quân Lục quân
- Không quân Hoàng gia

## Tính năng kỹ chiến thuật (Auster V)
Dữ liệu lấy từ British Warplanes of World War II and British Aircraft of World War II.
Đặc điểm tổng quát
- Kíp lái: 3
- Chiều dài: 22 ft 5 in (6,83 m)
- Sải cánh: 36 ft 0 in (10,97 m)
- Chiều cao: 8 ft 0 in (2,44 m)
- Diện tích cánh: 167 ft² (15,51 m²)
- Trọng lượng rỗng: 1.100 lb (499 kg)
- Trọng lượng cất cánh tối đa: 1.850 lb (839 kg)
- Động cơ: 1 × Lycoming O-290-3, 130 hp (97 kW)

 Hiệu suất bay 
- Vận tốc cực đại: 130 mph (209 km/h)
- Tầm bay: 250 miles (402 km)

Trang bị vũ khí

none